# アントーン・ハフナー
アントーン・ハフナー（Anton Hafner、1918年 - 1944年）は第二次世界大戦で敵機を204機撃墜したドイツ空軍のエース・パイロット。第二次大戦での最終階級は少尉。騎士鉄十字章、柏葉付騎士鉄十字章受章。ハインツ・ベーア（途中転籍）を除けば、JG51のトップエースであった。
1918年6月2日ヴュルテンベルクのエルバッハ生まれ。1941年2月23日にJG51に配属。初戦果は同年6月24日の東部戦線で記録し年末までに14機を撃墜。1942年3月25日には25機、7月5日に7機を落とし43機、7月11日には50機に達する。そして8月23日の60機撃墜が評価され騎士鉄十字章を授与、軍曹に昇進した。1942年11月~1943年4月にはチュニジアに派遣され、そこで20機を墜し82機となった。1943年8月に再び東部戦線に配属され10月15日に100機に到達、1944年1月12日には120機目、2月23日には7機を固め撃ちし131機、4月11日に134機となり柏葉騎士鉄十字章を授与され少尉に昇進。1944年10月15日に11人目の200機目（当日203機目まで到達）を撃墜したが、2日後の10月17日にYak-9との空戦最中に被弾、そのまま地上に落下し戦死した。生涯出撃回数795回のうち175回は対地支援任務だったと言う。